# Metrodor
Metrodor, grčki filozof epikurejac iz Lampsaka, uz Poliena i Hermaha, izravni Epikurov učenik, u potpunosti slijedi učiteljev nauk. Smatrao da je znanje potpuno nekorisno ako nije podređeno etici, a krajnja konzekvenca njegovih stajališta bila je skrajnje omalovažavanje znanosti i znanstvenih postignuća.